# Rabbit Ears: The Fisherman and His Wife
Rabbit Ears: The Fisherman and His Wife je americký animovaný film z roku 1989. Hlavní role ve filmu ztvárnili Meryl Streep, Dennis Hopper a Jodie Foster.

## Obsazení
- Meryl Streep
- Dennis Hopper
- Jodie Foster